# Лісс Юлій Мойсейович
Ю́лій Мойсе́йович Лісс (рос. Юлий Моисеевич Лисс; псевдоніми Юліс, Ю. Лісс; початково Йойл Мойсейович Гітерман; 4 (17) жовтня 1891, Кишинів, Бессарабська губернія — 5 лютого 1956, Клин) — російський анархо-синдикаліст, радянський профспілковий і господарський діяч.

## Біографія
Народився в сім'ї муляра Мойше Шмулевича Гітермана (1856—1929), уродженця Леова, і Лівши Абрамівни Гандельман (1860—1943); брат А. М. Анікста. Закінчив три класи кишинівського реального училища. У 1907 році сім'я перебралася до Чернівців (тоді Австро-Угорщина), де він працював у друкарні. З 1908 по 1913 — член закордонної групи анархо-синдикалістів, учасник анархо-синдикалістського руху до 1918. В еміграції у Швейцарії (Лозанна), Німеччині, Франції (Париж) працював чорноробом у приватній будівельній конторі, маляром у будівельній майстерні.
У роки Першої світової війни служив рядовим у лавах французької армії на фронті (1914-1916), у 1916-1917 роках перебував у німецькому полоні. У червні — серпні 1917 року — співробітник газети «Голос труда» (органу анархо-синдикалістів Петрограда). Брав участь у громадянській війні: у серпні 1917 — липні 1918 року — начальник червоногвардійського загону в Нарві та на Україні, у липні 1918 — вересні 1919 року — завідувач оргвідділу ЦК спілки металістів (Москва), у вересні 1919 — травні 1920 — заступник начальника політвідділу 41-ї дивізії 14-ї армії. Член РСДРП(б) з вересня 1918 року.
Після демобілізації — на профспілковій та господарській роботі. З травня 1920 по квітень 1921 — начальник мобілізаційного відділу Наркомпраці Союзу в Москві, член малого раднаркому від ВЦРПС (1921). У червні 1921 — травні 1922 — заступник завідувача відділу ВЦРПС, у травні—червні 1922 — відповідальний секретар Уральського бюро ВЦРПС в Єкатеринбурзі. З травня 1922 по травень 1924 — на керівній роботі по лінії Профінтерну в Берліні і Парижі. З травня 1924 по лютий 1928 — завідувач оргвідділу Профінтерну. З березня 1928 по лютий 1929 — голова губпрофради в Смоленську, член бюро Смоленського губкому партії і член президії Губвиконкому; у березні—липні 1929 — голова крайпрофради в Алма-Аті, член бюро Казахстанського крайкому ВКП(б) та член Президії Казакської АРСР. У липні 1929 — квітні 1932 — заступник голови правління Союзкино, у липні 1932 — лютому 1935 — заступник начальника Центрального управління соцстраху в Москві.
З квітня 1935 року і до арешту — начальник Якутського територіального управління Главсевморпуть (Якутськ). Заарештований 2 жовтня 1937 року в Якутську, 18 травня 1938 року засуджений за статтями 58-7 і 58-11 КК РРФСР на 20 років ВТТ, працював на лісоповалі, на Братській ГЕС. Звільнений у жовтні 1955 року без права проживання в Москві, реабілітований 28 лютого 1956 року.
Дружина — Берта Лісс. Дочка Інга, загинула невдовзі після війни.